# Wonderful Dream (Holidays Are Coming)
Wonderful Dream (Holidays Are Coming) è un singolo natalizio della cantante statunitense Melanie Thornton, pubblicato nel novembre 2001 ed estratto dall'album Ready to Fly.
Il singolo, pubblicato su etichetta X-Cell/Epic Records e prodotto da Mitchell Lennox e Julien Nairolf, uscì postumo a pochi giorni dalla tragica morte della cantante, avvenuta il 24 novembre 2001.

## Descrizione
Il brano Wonderful Dream (Holidays Are Coming)  venne concepito per la pubblicità della Coca-Cola.
La composizione del brano Wonderful Dream (Holidays Are Coming) , scritto dalla stessa Melanie Thornton, assieme a Mitchell Lennox, Julien Nairolfm, Ben Naftali, Terry Coffey, Jon Nettlesbey, Rich Airis, Scott Temper era basata sul jingle della pubblicità della Coca-Cola Holidays are Coming apparso per la prima volta nel 1996.
Melanie Thornton presentò il brano in un concerto tenutosi a Lipsia il 24 novembre 2001. Al ritorno da quel concerto, la cantante trovò la morte (assieme ad altre 23 persone) nello schianto del volo Crossair 3597 che la stava portando a Zurigo.
Il singolo Wonderful Dream (Holidays Are Coming)  venne pubblicato due giorni dopo la tragedia.
Il disco raggiunse il terzo posto delle classifiche in Germania e in Svizzera e il settimo posto delle classifiche in Austria. In Germania, rimase in classifica per 115 settimane; rimase inoltre in classifica per 88 settimane in Austria e per 47 in Svizzera.

## Tracce
CD Maxi
1. Wonderful Dream (Holidays Are Coming) (Radio Version) – 3:34
2. Wonderful Dream (Holidays Are Coming) (Art-Of-Soul Tight Mix) – 3:50
3. Memories – 4:22

## Classifiche
| Classifica | Posizione massima | Nr. di settimane |
| ---------- | ----------------- | ---------------- |
| Austria    | 7                 | 88               |
| Germania   | 3                 | 115              |
| Svizzera   | 3                 | 47               |

## Cover
I seguenti artisti hanno inciso una cover del brano Wonderful Dream (Holidays Are Coming):
- The Baseballs (2012)[6]
- Joe McElderry (2013)[7]
- Rebecca Newman (2013)[4]
- Phenomen & The Thomas Biasotto Big Band (2014) [8]
- Bo Katzmann (2015)[9]
- Bliss (2016)[10]
- Alex Christensen con l'orchestra di Berlino e Thomas Anders (2019)[11][12]

### La cover di Joe McElderry
Il cantante britannico Joe McElderry incise una cover di Wonderful Dream (Holidays Are Coming) nel 2013.

#### Tracce
1. Wonderful Dream (Holidays Are Coming) – 3:48